# Friedrich von Unger (Förster)
Friedrich von Unger (* 6. September 1797 in Osterwieck; † 30. Oktober 1869 in Seesen) war ein deutscher Forstmeister.

## Leben
Friedrich von Unger wurde 1797 in Osterwieck als Sohn eines Artilleriehauptmanns geboren. Er besuchte bis 1814 die Schule in Braunschweig und erhielt anschließend eine praktische Forstausbildung bei den reitenden Förstern Schulz in Langelsheim und Weigell in Holzminden. Unger studierte von 1817 bis 1819 an der Forstlichen Hochschule Tharandt und praktizierte nachfolgend in Harzburg bei Oberförster Dommes. Es folgten forstliche Bildungsreisen und Studien an der Universität Berlin. Das Forstauditorexamen legte von Unger 1821 bei der Herzoglichen Kammer in Braunschweig ab. Er verwaltete zunächst interimistisch die Forstinspektion Blankenburg, bevor er 1833 die Inspektion Hahausen übernahm. Mit dem Titel eines Forstmeisters ging er 1857 in Pension. Er starb 1869 im Alter von 72 Jahren in Seesen.
Von Unger hat durch sein „energisches und zielbewusstes Handeln“ den Forst in seinem Tätigkeitsbereich bis heute nachhaltig geprägt. Ihm sind zu großen Teilen die umfangreichen Buchenbestände im heutigen Forstamt Seesen zu verdanken. Einen hohen Stellenwert hatten für ihn die Mischbestandserhaltung und die Umwandlung von Nadelholz- in Laubholzpflanzungen. Seine diese Themen behandelnden Aufsätze erschienen in den 1860er Jahren im Tharander Forstlichen Jahrbuch.

## Schriften (Auswahl)
- Gemischte Buchen- und Fichtenpflanzen. 1861.
- Durchpflanzung der Fichtenkulturen mit Lärchen. 1863.
- Ueber Fichtenpflanzungen. 1868.